# ВВА-14
ВВА-14 (вертикально злітаюча амфібія, модифікація: екраноліт 14М1П) — експериментальний радянський апарат (гідролітак, бомбардувальник і торпедоносець) конструкції Роберта Бартіні, радянського авіаконструктора італійського походження. Створювався як апарат, що має можливість злітати та сідати на воду і як звичайний літак, і як літак вертикального зльоту та посадки. Перший політ здійснив 4 вересня 1972 року. Через складнощі в розробці необхідних двигунів для вертикального зльоту була проведена остання модифікація (14М1П), що перетворила апарат на екраноплан (1976).

## Історія
В 1955 році Р. Л. Бартіні представляє проєкт надзвукової літаючої лодки-бомбардирдувальника средньої дальності А-55, створений на основі свого ж проєкту літака-літаючого крила з змінною стріловидністю (Т-203 — прототип Ту-144 та аналог англо-французького «Конкорда») та супутніх досліджень. Було продуто понад 40 моделей, написано до 40 томів звітів, досліджено режими зльоту з води та можливості тривалого перебування на плаву. У ході розвитку ідеї А-55 було створено низку проєктів: А-57 (стратегічний бомбардувальник — літаючий човен), Е-57 (гідролітак-бомбардувальник, носій крилатої ракети К-10 та ядерної бомби), Р-57 / Ф-57 (надзвуковий фронтовий бомбардувальник), Р-АЛ (проєкт 1961, далекий розвідник з ядерною силовою установкою). За підсумками цієї роботи Бартіні впритул підійшов до розробки екраноплану.
Протягом довгих років Р. Л. Бартіні розробляв «Теорію міжконтинентального транспорту землі», що включає в себе оцінку транспортної продуктивності суден, літаків і гелікоптерів. В результаті цих досліджень він визначив, що оптимальним транспортним засобом є амфібійний апарат, здатний злітати подібно до вертольота (або з використанням повітряної подушки), що має вантажопідйомність великих суден, і володіє швидкістю і технічною оснащеністю літаків. З метою створення такої машини Бартіні приступив до розробки екраноплану з підводними крилами; результатом роботи став проєкт екраноплану СВВП-2500: літаючого крила з квадратним центропланом та консолями, силовою установкою, що складається з підйомних та маршових двигунів, та злітною масою 2 500 т.
Попереднім проєктом конструктора був проєкт гідролітака МВА-62. Як дослідно-конструкторські роботи в ЦАГІ, так і подальше побудова МВА-62 показали успішні результати: амфібія робила політ на швидкостях, близьких до швидкостей звичайного літака, при цьому піднімаючись вище, ніж судна на повітряній подушці або на підводних крилах.
Для відпрацювання можливості вертикального зльоту було створено проєкт амфібії ВВА-14. Ця машина мала модифікацію 14МП1, що є екранольотом — тобто апаратом, здатним функціонувати і в режимі екраноплану, і в режимі літака. Через складності в розробці двигунів для вертикального зльоту, була створена модифікація, що перетворює літак на екраноплан. Апарат був випробуваний в акваторії Таганрозької затоки Азовського моря, у 1976 році. Паралельно розроблялися проєкти, присвячені реалізації вертикального зльоту та посадки СВВП-2500 із злітною масою 2500 т, а також модифікації СВВП для корабельного базування. Для виявлення підводних човнів у рамках проєкту передбачалося використовувати пошуковий аеромагнітометр «Бор-1», а також 144 радіогідроакустичні буї РГБ-1У і до ста вибухових джерел звуку.
Конструктори зіштовхнулися з серйозними труднощами у створенні авіоніки та системи керування машиною. Після смерті Бартіні проєкт розроблявся ще два роки, пройшли його випробування в режимі екраноплану. Хоча у конструкції апарату передбачався вертикальний зліт, роботи зі створення підйомних двигунів РД36-35ПР, що проводилися під керівництвом П. А. Колесова в Рибінському КБ моторобудування так і не було завершено.
Корпус прототипу ВВА-14 зберігається у Центральному музеї ВПС у Моніно. 14 листопада 2013 року волонтерський Фонд сприяння центральному музею ВПС у Моніно оголосив про підготовку до реставраційного проєкту з ВВА-14.
У 2019 році у проєкту з відновлення ВВА-14 з'явився свій сайт [Архівовано 27 квітня 2022 у Wayback Machine.], де ведеться опис робіт з відновлення.

## Конструкція[1]

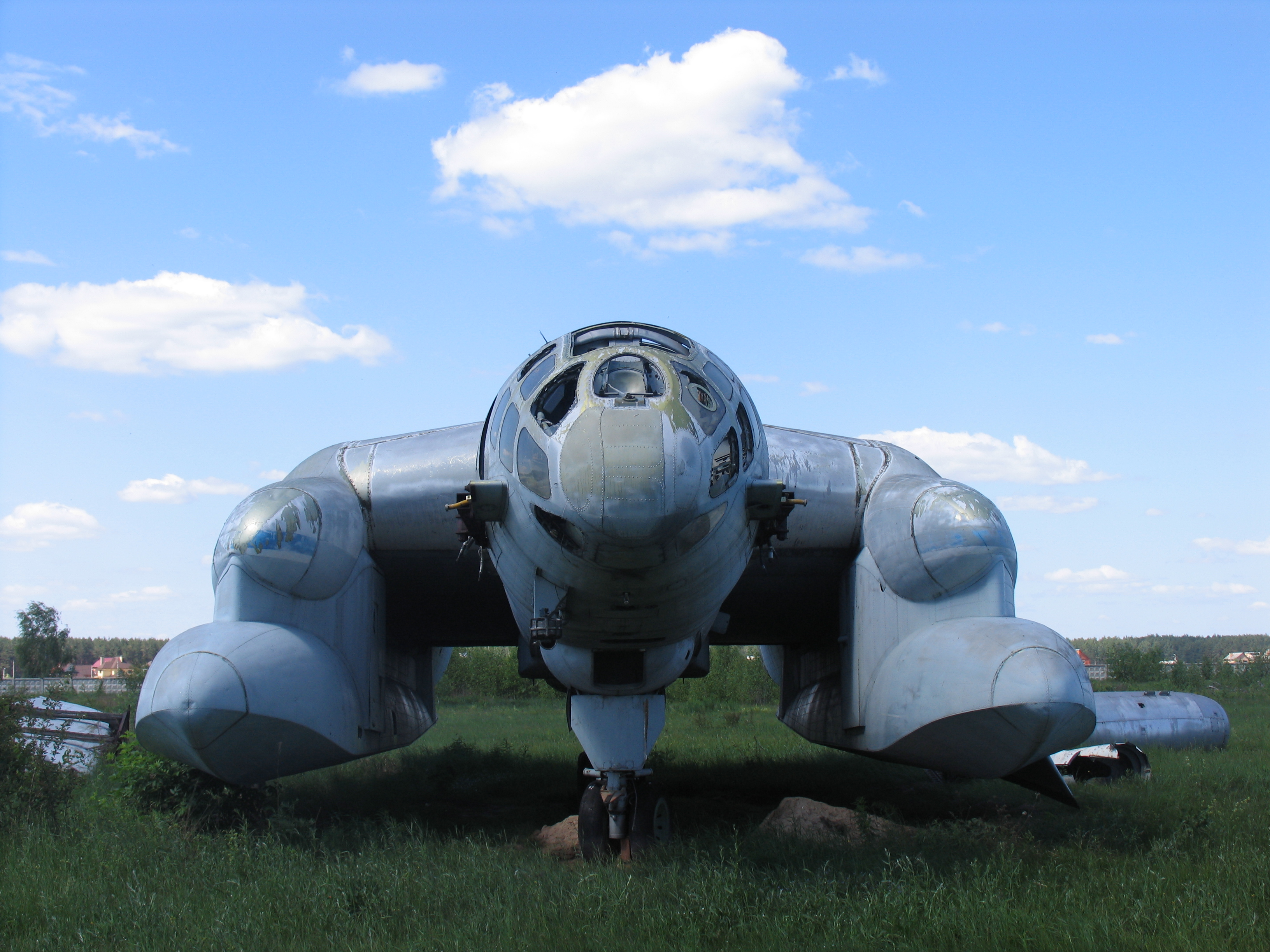
Вигляд спереду.

Літак вертикального зльоту та посадки ВВА-14 — високоплан з поплавковим злітно-посадковим пристроєм. Конструкція виконана з алюмінієвих сплавів із антикорозійним покриттям із кадмієвих сталей.

## Тактико-технічні характеристики
- Розмах крила, м: 28,50
- Довжина, м: 25,97
- Висота, м: 6,79
- Площа крила, м²: 217,72
- Маса літака, кг
  - порожнього: 35 356
  - максимальна: 52 000
- Тип двигуна
  - маршові: 2 ДТРД Д-30М
  - підйомні: 12 ДТРД РД36-35ПР
- Тяга, кгс
  - маршеві: 2 х 6800
  - підйомні: 12 х 4400
- Максимальна швидкість, км/год: 760
- Крейсерська швидкість, км/год: 640
- Швидкість баражирування, км/год: 360
- Практична дальність, км: 2450
- Практична стеля, м: 10 000
- Екіпаж, чол.: 3
- Озброєння:
  - 2 авіаційні торпеди, або 8 авіаційних мін ІГМД-500, або 16 авіаційних бомб ПЛАБ-250, з максимальним бойовим навантаженням 4000 кг.

## Силова установка
- Кількість двигунів: 12 підйомних (тільки на ВВА-14) та 2 маршових
- Двигун підйомний: турбовентиляторний РД-36-35ПР
- Тяга підйомного двигуна: 43 кН (4400 кгс)
- Двигун маршовий: Д-30М
- Тяга маршового двигуна: 67 кН (6800 кгс)